# 大谷磨崖仏

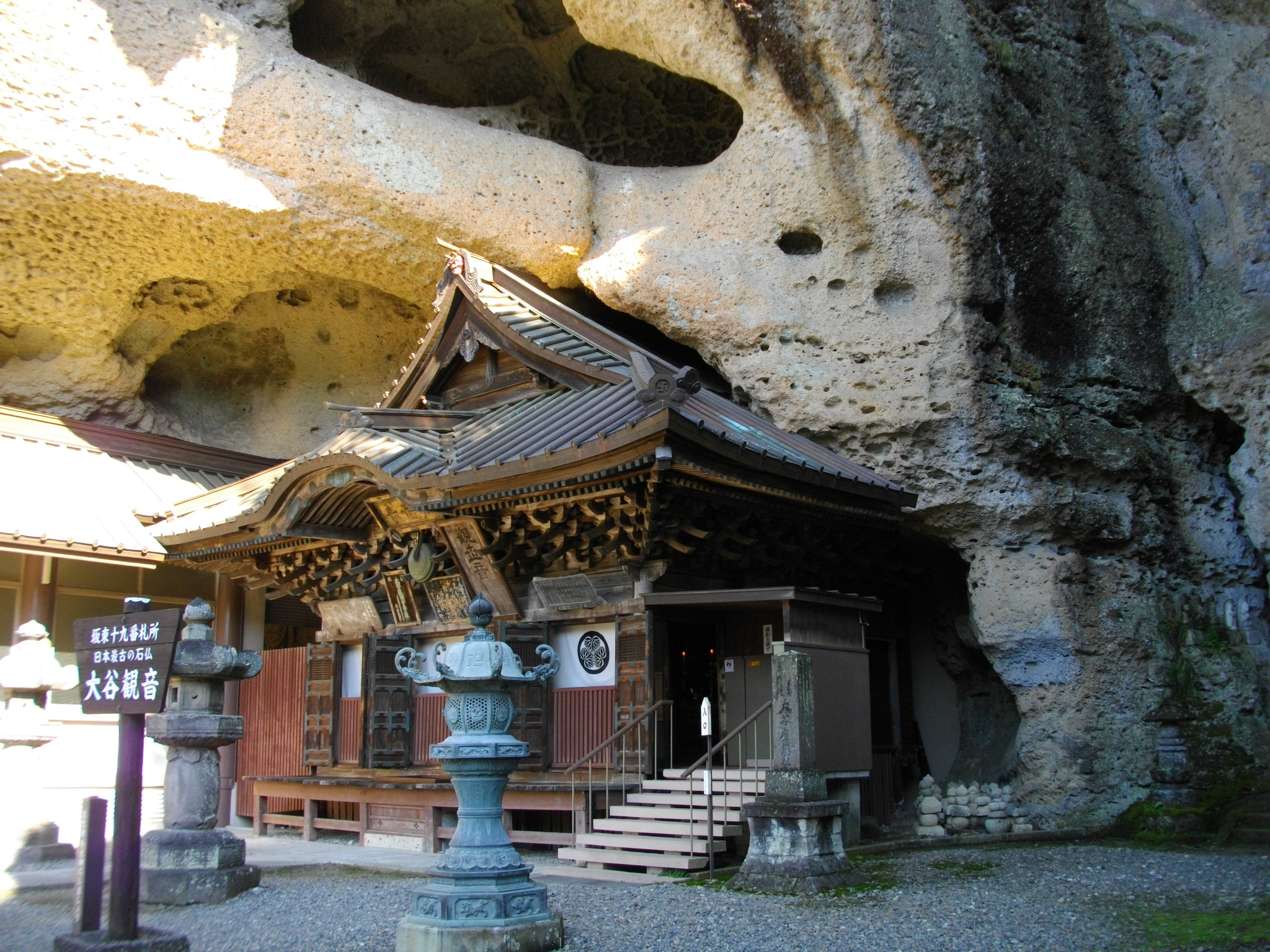
観音堂磨崖仏は観音堂内部に所在（撮影禁止）。

大谷磨崖仏（おおやまがいぶつ）は、栃木県宇都宮市大谷にある磨崖仏である。千手観音像、伝釈迦三尊像、伝薬師三尊像、伝阿弥陀三尊像の4組10体の石心塑像が4区に分かれて彫出されている。このうち千手観音像は、現在大谷寺の本尊である。大谷観音と通称される。
臼杵磨崖仏（大分県臼杵市）と並び学術的に非常に価値の高い石仏とされ、1954年（昭和29年）3月20日に「大谷磨崖仏」として国の特別史跡に指定され、1961年（昭和36年）6月30日には同名称で国の重要文化財（彫刻）に指定されている。

## 概要
大谷磨崖仏は、栃木県宇都宮市大谷の御止山といわれる凝灰岩の山の西南側にある洞穴の壁面に造立された石心の塑像である。この凝灰岩層は、この地の特産物大谷石で知られる。
壁面は4区に分けられている。西に面する壁面の一区には千手観音立像（像高3.89メートル）が彫られており、これが大谷寺の本尊となっている。南に面する二区・三区・四区の彫像はそれぞれ釈迦三尊像、薬師三尊像、阿弥陀三尊像と伝承されている。
一区の千手観音立像は42臂を有し、凝灰岩で概形を彫り出し、細部を塑土で造形する。当初は大手42本の他に小手を塑土で表していたが、現状では剥落している。二区の像は釈迦如来（像高3.54メートル）の左右に文殊菩薩と普賢菩薩を配した釈迦三尊像と伝えている。ただし、右脇侍像（向かって左の像）は合掌する僧形像で、図像的に普賢菩薩像とは思われず、本来の像名は未詳である。三区の像は薬師如来（像高1.15メートル）の左右に日光菩薩と月光菩薩を配した薬師三尊像と伝える。この像は風化損傷が著しい。四区は阿弥陀如来（像高2.66メートル）の左右に観音菩薩と勢至菩薩を配した阿弥陀三尊像と伝える。二区と同様に右脇侍像は合掌する僧形像で、本来の像名は未詳である。なお、壁面には以上10体の仏像のほか、座位の仏像と粘土を張り付けた立位の仏像数体が確認されている。
大谷磨崖仏の造立時期は、史料がなく判然としないが、千手観音像と伝薬師三尊像がもっとも古く、伝釈迦三尊像がこれに次ぎ、伝阿弥陀三尊像がもっとも遅れての造立といわれ、平安時代中期から鎌倉時代にかけての制作と推定される。造立当時は金箔と彩色が施された煌びやかな像であったと推定されており、その後覆っていた漆や粘土が剥離した部分も多いが、保存状態は比較的良好である。

## 文化財指定
「大谷磨崖仏」の名称で1926年（大正15年）2月24日に国の史跡に指定され、1954年（昭和29年）3月20日に特別史跡に指定された。1961年（昭和36年）6月30日には「大谷磨崖仏 10躯」として国の重要文化財（彫刻の部）に指定されている。

## 周辺
付近には大谷寺洞穴遺跡（大谷寺岩陰遺跡/大谷岩陰遺跡）と呼ばれる縄文時代の遺跡があり、当時から人が生活していた痕跡が見られる。また、現代になって大谷石を彫刻した磨崖仏の平和観音像（像高26メートル）がある。

## アクセス
バス
- JR宇都宮駅西口・東武駅前（東武宇都宮駅）バス停から
  - 関東自動車（関東バス）「立岩」行きに乗車約30分「大谷観音前」下車、徒歩2分。

車
- 宇都宮環状道路駒生町交差点から
  - 大谷街道を西進、大谷交差点から栃木県道188号大谷観音線へ。約10分。